# Цукрист масковий
Цукри́ст масковий (Dacnis lineata) — вид горобцеподібних птахів родини саякових (Thraupidae). Мешкає в Амазонії та на Гвіанському нагір'ї. Раніше вважався конспецифічним з жовтоплечим цукристом.

## Опис
Довжина птаха становить 11-12 см. Виду притаманний статевий диморфізм. У самців тім'я, горло, груди і боки бірюзово-блакитні, живіт білий, решта тіла чорні. Очі яскраво-жовті. У самиць верхня частина тіла переважно оливково-зелена, нижня частина тіла бліда, сірувата.

## Поширення і екологія
Маскові цукристи мешкають на півдні і південному сході Колумбії і Венесуели, в Гаяні, Суринамі, Французькій Гвіані, на сході Еквадору і Перу, на півночі Болівії та в Бразильській Амазонії, а також у східних передгір'ях Анд у Венесуелі і Колумбії. Вони живуть в кронах вологих рівнинних тропічних лісів, на узліссях, в заболочених лісах, в саванах і на плантаціях. Зустрічаються переважно на висоті до 1200 м над рівнем моря. Живляться плодами, ягодами, насінням і комахами. Шукають їжу переважно в кронах дерев, на висоті 10-50 м над землею. В кладці від 3 до 5 яєць. Насиджує лише самиця.